# RSPO2
RSPO2‏ (R-spondin 2) هوَ بروتين يُشَفر بواسطة جين RSPO2 في الإنسان.